# العلاقات السعودية القرغيزستانية
العلاقات السعودية القيرغيزستانية هي العلاقات الثنائية التي تجمع بين السعودية وقيرغيزستان.

## مقارنة بين البلدين
هذه مقارنة عامة ومرجعية للدولتين:
| وجه المقارنة                                              | السعودية        | قيرغيزستان                      |
| --------------------------------------------------------- | --------------- | ------------------------------- |
| المساحة (كم2)                                             | 2.25 مليون      | 199.95 ألف                      |
| عدد السكان (نسمة)                                         | 33.00 مليون     | 6.20 مليون                      |
| الكثافة السكانية (ن./كم²)                                 | 14.67           | 31.01                           |
| العاصمة                                                   | الرياض، الدرعية | بيشكك                           |
| اللغة الرسمية                                             | اللغة العربية   | اللغة الروسية، اللغة القيرغيزية |
| العملة                                                    | ريال سعودي      | سوم قيرغيزستاني                 |
| الناتج المحلي الإجمالي (بليون دولار)                      | 683.83 مليار    | 7.56 مليار                      |
| الناتج المحلي الإجمالي (تعادل القوة الشرائية) بليون دولار | 1.69 تريليون    | 20.45 مليار                     |
| الناتج المحلي الإجمالي الاسمي للفرد دولار أمريكي          | 20.48 ألف       | 1.10 ألف                        |
| الناتج المحلي الإجمالي للفرد دولار أمريكي                 | 52.01 ألف       |                                 |
| مؤشر التنمية البشرية                                      | 0.837           | 0.655                           |
| رمز المكالمات الدولي                                      | +966            | +996                            |
| رمز الإنترنت                                              | .sa             | .kg                             |
| المنطقة الزمنية                                           | ت ع م+03:00     | ت ع م+06:00                     |

## منظمات دولية مشتركة
يشترك البلدان في عضوية مجموعة من المنظمات الدولية، منها:
| علم المنظمة | اسم المنظمة                        | تاريخ انضمام السعودية | تاريخ انضمام قيرغيزستان |
| ----------- | ---------------------------------- | --------------------- | ----------------------- |
|             | يونسكو                             | 4 نوفمبر 1946         | 2 يونيو 1992            |
|             | البنك الدولي للإنشاء والتعمير      | 26 أغسطس 1957         | 18 سبتمبر 1992          |
|             | منظمة حظر الأسلحة الكيميائية       | ?                     | ?                       |
|             | الأمم المتحدة                      | 24 أكتوبر 1945        | 2 مارس 1992             |
|             | مؤسسة التمويل الدولية              | 18 سبتمبر 1962        | 11 فبراير 1993          |
|             | وكالة ضمان الاستثمار متعدد الأطراف | 12 أبريل 1988         | 21 سبتمبر 1993          |
|             | منظمة التعاون الإسلامي             | 25 سبتمبر 1969        | ?                       |
|             | الاتحاد البريدي العالمي            | ?                     | ?                       |
|             | مؤسسة التنمية الدولية              | 30 ديسمبر 1960        | 24 سبتمبر 1992          |
|             | منظمة الشرطة الجنائية الدولية      | 13 يونيو 1956         | ?                       |
|             | منظمة التجارة العالمية             | 11 نوفمبر 2005        | ?                       |
|             | الاتحاد الدولي للاتصالات           | 7 فبراير 1949         | 20 يناير 1994           |

## وصلات خارجية
- موقع وزارة الخارجية السعودية